# Małopolska højland
Małopolska højland (polsk: Wyżyna Małopolska, også kendt som Lillepolen højland) er et højland beliggende i den sydlige del af Polen, i den historiske region Lillepolen. Det strækker sig fra dalen i den øvre del af floden Wisła, mellem Kraków og Sandomierz, til Opoczno og Radomsko i nordvest. Den gennemsnitlige højde er mellem 200 og 400 meter over havets overflade, hvor den højeste top er Łysica i Świętokrzyskiebjergene (612 meter over havets overflade). Større byer i regionen er Kielce, Ostrowiec Świętokrzyski og Skarżysko-Kamienna .
Lillepolen højland er opdelt i følgende underregioner:
- Przedbórz højland (Wyzyna Przedborska), som ligger i det nordvestlige hjørne af Lillepolen Højland, i tre voivodeships - Łódź Voivodeship, Schlesian Voivodeship og Świętokrzyskie Voivodeship . Przedborz Upland har et areal på 5.300 km 2, der strækker sig langs den øvre del af Pilica floden. Dens højeste bakke (351 meter over havets overflade) ligger nær landsbyen Ciesle. Selve Przedborz Upland er opdelt i seks mindre underregioner: Radomsko Hills, Opoczno Hills, Lelów Range, Włoszczowa Basin, Przedborz - Małogoszcz Range og Lopuszno Hills. De vigtigste byer i Przedborz Upland er Radomsko, Opoczno, Przedbórz, Małogoszcz, Końskie og Włoszczowa.
- Nida-bassinet (Niecka Nidzianska), også kaldet Miechów-bassinet, som ligger mellem Świętokrzyskie Voivodeship og Lesser Poland Voivodeship. Det er et lavland, der ligger mellem polske Jura og Kielce Upland. Dets højeste punkt er Biala Gora (Hvide Bjerg), 416 meter over havets overflade. Nida-bassinet er tyndt befolket med de største bycentre Busko-Zdrój, Jędrzejów og Pińczów. Det er opdelt i følgende underregioner: Jedrzejow Plateau, Proszowice Plateau, Wodzisław Hills, Nida Valley, Solec Zdroj Plain, Pińczów Hills, Polaniec Plain og MiechówUpland.
- Kielce højland (Wyzyna Kielecka), også kaldet Kielce - Sandomierz højland. Det ligger i Mazovian Voivodeship, Lodz Voivodeship og Świętokrzyskie Voivodeship, der strækker sig fra området Opoczno i nordvest til Sandomierz i sydøst, og inkluderer Świętokrzyskie-bjergene, med dens højeste top, Lysica (612 meter over havets overflade). Kielce højland er opdelt i følgende underregioner: Suchedniów Plateau, Gielniów Hills, Iłża forbjerge, Świętokrzyskiebjergene, Sandomierz højland og Szydłów forbjerge.[1]